# Canton d'Elbeuf
Le canton d'Elbeuf est une circonscription électorale française située dans le département de la Seine-Maritime et la région Normandie.
À la suite du redécoupage cantonal de 2014, les limites territoriales du canton sont remaniées. Le nombre de communes du canton passe de 4 à 6.

## Géographie
Le canton d'Elbeuf est depuis 2015 situé sur la rive gauche de la Seine, à 20 km au sud de Rouen. Auparavant, il était traversé par le fleuve. 
Ce canton est organisé autour d'Elbeuf dans l'arrondissement de Rouen. Son altitude varie de 2 m (Elbeuf) à 138 m (La Londe) pour une altitude moyenne de 80 m.

## Histoire
Elbeuf connaît sa renommée au début du XVIe siècle avec les fabriques de draps de laine qui deviendra rapidement la première de Normandie. Cette activité est aujourd'hui éteinte bien qu'ayant laissé beaucoup de traces. Elbeuf fut appelée la ville aux cent cheminées en échos à la ville aux cent clochers (Rouen). Elles ont presque toutes disparu à ce jour.

## Représentation

### Conseillers généraux de 1833 à 2015
| Période | Période      | Identité                   | Étiquette     | Qualité |
| ------- | ------------ | -------------------------- | ------------- | --- |
| 1833    | 1839         | Eugène Flavigny            |               | Manufacturier à Elbeuf Propriétaire du château de Boscherville |
| 1839    | 1848         | Victor Grandin             | Monarchiste   | Manufacturier à Elbeuf Député (1839-1849) |
| 1848    | 1870         | Charles Frédéric Deschamps | Bonapartiste  | Avocat à Rouen |
| 1870    | 1871         | Jean-Louis Buée            | Centre gauche | Notaire Maire d'Elbeuf (1848-1874), conseiller d'arrondissement Député (1871-1876) |
| 1871    | 1880         | Lucien Dautresme           | Républicain   | Ingénieur et compositeur musical, ancien élève de l'École Polytechnique Député (1876-1891) Sénateur (1891-1892) Ministre |
| 1880    | 1888 (décès) | Jules Louis Eugène Doublet | Républicain   | Manufacturier - Maire d'Elbeuf (1878-1888) |
| 1888    | 1913         | Isidore Maille             | Rad.          | Propriétaire agriculteur Député (1906-1910) Maire de Saint-Aubin-Jouxte-Boulleng |
| 1913    | 1931         | Abel-Jean Devillers        | Rad.          | Maire d'Elbeuf (1919-1928) |
| 1931    | 1940         | René Lebret                | SFIO puis USR | Ouvrier typographe puis journaliste Député (1928-1942) Maire d'Elbeuf (1928-1944), conseiller d'arrondissement |
|         |              |                            |               | |
| 1945    | 1951         | Henriette Brunet           | PCF           | Ouvrière Députée (1951) (élection annulée) |
| 1951    | 1960 (décès) | Marcel Prével              | Rad.          | Ancien sous-lieutenant d'infanterie, Elbeuf |
| 1960    | 1970         | Pierre Lebret              | DVD-UNR       | Cadre à la Caisse d'Epargne Maire d'Elbeuf (1959-1971) |
| 1970    | 1976         | Louis Danais               | PCF           | Permanent syndical CGT chez Renault Adjoint au maire d'Elbeuf |
| 1976    | 2001         | René Youinou               | PS            | Agent technique chez Renault Maire d'Elbeuf (1977-1997), député suppléant de Laurent Fabius (1978-1981) |
| 2001    | 2008         | Jacques Thoraval           | PS            | Horloger Adjoint au maire d'Elbeuf |
| 2008    | 2015         | Didier Marie               | PS            | Professeur des écoles Maire d'Elbeuf (1997-2004) Ancien conseiller général du Canton de Caudebec-lès-Elbeuf (2004-2008) Président du conseil général de la Seine-Maritime (2004-2014) Député (2000-2002) Sénateur depuis 2014 |

### Conseillers d'arrondissement (de 1833 à 1940)
| Période                                  | Période          | Identité                  | Étiquette                                      | Qualité |
| ---------------------------------------- | ---------------- | ------------------------- | ---------------------------------------------- | --- |
| 1833                                     | 1833 (démission) | Eugène Flavigny           |                                                | Manufacturier à Elbeuf, propriétaire du château de Boscherville                                             |
| 1839                                     | 1848             | Joseph Flavigny           |                                                | Manufacturier, propriétaire, adjoint au maire d'Elbeuf                                                      |
| 1848                                     | 1852             | Victor Quesné (1808-1864) |                                                | Manufacturier, banquier à Elbeuf                                                                            |
| 1852                                     | 1864             | Camille Randoing          |                                                | Manufacturier à Elbeuf                                                                                      |
| 1864                                     | 1870             | Jean-Louis Buée           |                                                | Maire d'Elbeuf                                                                                              |
| 1870                                     | 1874             | Joannès Moreau-Turgis     | Républicain modéré                             | Filateur, juge au Tribunal de commerce, conseiller municipal d'Elbeuf                                       |
| 1874                                     | 1883 (démission) | Alphonse-Désiré Picard    | Républicain                                    | Greffier de la justice de paix à Elbeuf                                                                     |
| 1883                                     | 1892 (démission) | M. Doubet                 | Républicain                                    | Maire de Saint-Pierre-lès-Elbeuf                                                                            |
| 1892                                     | 1904             | Victor Mangeot            | Socialiste                                     | Rentier, maire de Caudebec-lès-Elbeuf                                                                       |
| 1904                                     | 1913             | Émile Lafosse             | Socialiste puis Rad. puis Démocrate Socialiste | Premier adjoint au maire d'Elbeuf, élu maire en 1911                                                        |
| 1913                                     | 1919             | Pierre Prével (1858-1949) | Républicain progressiste                       | Industriel                                                                                                  |
| 1919                                     | 1931             | René Lebret               | SFIO                                           | Ouvrier typographe puis journaliste, Elbeuf                                                                 |
| 1931                                     | 1940             | Jules Cabut               | Rad.                                           | Maire de Cléon                                                                                              |
| 1940                                     |                  |                           |                                                | Les conseils d'arrondissement ont été suspendus par la loi du 12 octobre 1940 et n'ont jamais été réactivés |
| Les données manquantes sont à compléter. |                  |                           |                                                | |

### Représentation à partir de 2015
| Période élective | Période élective | Mandat | Mandat           | Identité           | Nuance | Nuance | Qualité                                                                                                   |
| ---------------- | ---------------- | ------ | ---------------- | ------------------ | ------ | ------ | --- |
| 2015             | 2021             | 2015   | 2021             | Julie Lesage       |        | PS     | Fonctionnaire Maire de Grand-Couronne depuis 2020                                                         |
| 2015             | 2021             | 2015   | 2020 (démission) | Didier Marie       |        | PS     | Professeur des écoles Sénateur depuis 2014, Président du conseil général de la Seine-Maritime (2004-2014) |
| 2015             | 2021             | 2020   | 2021             | Jean-Pierre Jaouen |        | PS     | Maire de La Londe depuis 1995                                                                             |
| 2021             | 2028             | 2021   | en cours         | Julie Lesage       |        | PS     | Fonctionnaire Maire de Grand-Couronne                                                                     |
| 2021             | 2028             | 2021   | en cours         | Didier Marie       |        | PS     | Professeur des écoles Sénateur                                                                            |

### Résultats détaillés

#### Élections de mars 2015
À l'issue du 1er tour des élections départementales de 2015, deux binômes sont en ballottage : Julie Lesage et Didier Marie (PS, 37,34 %) et Isabelle Gilbert et Nicolas Goury (FN, 29,97 %). Le taux de participation est de 44,85 % (9 115 votants sur 20 324 inscrits) contre 49,48 % au niveau départemental et 50,17 % au niveau national.
Au second tour, Julie Lesage et Didier Marie (PS) sont élus avec 62,84 % des suffrages exprimés et un taux de participation de 44,3 % (5 187 voix pour 9 003 votants et 20 324 inscrits).

#### Élections de juin 2021
Le premier tour des élections départementales de 2021 est marqué par un très faible taux de participation (33,26 % au niveau national). Dans le canton d'Elbeuf, ce taux de participation est de 29,27 % (5 844 votants sur 19 966 inscrits) contre 32,19 % au niveau départemental. À l'issue de ce premier tour, deux binômes sont en ballottage : Julie Lesage et Didier Marie (PS, 50,35 %) et Jimmy Finot et Stelly Leroux (RN, 21,09 %).
Le second tour des élections est marqué une nouvelle fois par une abstention massive équivalente au premier tour. Les taux de participation sont de 34,36 % au niveau national, 32,06 % dans le département et 28,97 % dans le canton d'Elbeuf. Julie Lesage et Didier Marie (PS) sont élus avec 72,81 % des suffrages exprimés (3 882 voix pour 5 786 votants et 19 969 inscrits),,. 

## Composition

### Composition avant 2015
Le canton d'Elbeuf regroupait 4 communes.
| Nom                    | Code Insee | Codepostal | Superficie (km2) | Population (dernière pop. légale) | Densité (hab./km2) |
| ---------------------- | ---------- | ---------- | ---------------- | --------------------------------- | ------------------ |
| Elbeuf (chef-lieu)     | 76231      | 76500      | 16,32            | 17 315 (2012)                     | 1 061              |
| La Londe               | 76391      | 76500      | 30,98            | 2 274 (2012)                      | 73                 |
| Orival                 | 76486      | 76500      | 9,55             | 954 (2012)                        | 100                |
| Saint-Aubin-lès-Elbeuf | 76561      | 76410      | 5,79             | 8 101 (2012)                      | 1 399              |

### Composition depuis 2015
Le canton comprend six communes entières.
| Nom                            | Code Insee | Intercommunalité          | Superficie (km2) | Population (dernière pop. légale) | Densité (hab./km2) | Modifier                                    |
| ------------------------------ | ---------- | ------------------------- | ---------------- | --------------------------------- | ------------------ | ------------------------------------------- |
| Elbeuf (bureau centralisateur) | 76231      | Métropole Rouen Normandie | 16,32            | 15 774 (2022)                     | 967                | modifier les données · modifier les données |
| La Bouille                     | 76131      | Métropole Rouen Normandie | 1,27             | 710 (2022)                        | 559                | modifier les données · modifier les données |
| Grand-Couronne                 | 76319      | Métropole Rouen Normandie | 16,91            | 9 722 (2022)                      | 575                | modifier les données · modifier les données |
| La Londe                       | 76391      | Métropole Rouen Normandie | 30,98            | 2 367 (2022)                      | 76                 | modifier les données · modifier les données |
| Moulineaux                     | 76457      | Métropole Rouen Normandie | 3,49             | 943 (2022)                        | 270                | modifier les données · modifier les données |
| Orival                         | 76486      | Métropole Rouen Normandie | 9,55             | 839 (2022)                        | 88                 | modifier les données · modifier les données |
| Canton d'Elbeuf                | 7609       |                           | 78,52            | 30 355 (2022)                     | 387                | modifier les données                        |

## Démographie

### Démographie avant 2015
| 1962   | 1968   | 1975   | 1982   | 1990   | 1999   | 2006   | 2011   | 2012   |
| ------ | ------ | ------ | ------ | ------ | ------ | ------ | ------ | ------ |
| 27 959 | 30 299 | 30 789 | 29 312 | 28 179 | 28 040 | 28 509 | 28 150 | 28 644 |

### Démographie depuis 2015
En 2022, le canton comptait 30 355 habitants, en évolution de −2,47 % par rapport à 2016 (Seine-Maritime : +0,35 %, France hors Mayotte : +2,11 %).
| 2013   | 2018   | 2022   |
| ------ | ------ | ------ |
| 32 250 | 30 844 | 30 355 |